# Stadtbibliothek Flensburg
Stadtbibliothek Flensburg er det tyske bibliotek i Flensborg, beliggende i Flensburg Galerie, et butikscenter i midtbyen. Biblioteket omfatter både et voksen- og et børnebibliotek. En bogbus betjener derudover en række børneinstitutioner i hele kommunen. Bibliotekets samlede materialebestand er på cirka 119.880 enheder. Der er flere stationære internet-arbejdspladser på biblioteket. Desuden er der trådløst netværk (hotspot), som bærbare computer kan kobles til.
Stadtbibliothek Flensburg er medlem i den tyske biblioteksforening, derudover samarbejder biblioteket sammen med det danske bibliotek i Nørregade med bibliotekerne i både Syd- og Nordslesvig i dansk-tysk biblioteksforum.

## Ekstern henvisning
- Bibliotekets hjemmeside

54°47′1.79″N 9°26′18.24″Ø / 54.7838306°N 9.4384000°Ø